# Liste der Mitglieder der Bremischen Bürgerschaft (20. Wahlperiode)
Die 20. Legislaturperiode der Bremischen Bürgerschaft lief vom 8. Juni 2019 bis zum 7. Juni 2023.
Die Mitglieder der Bürgerschaft wurden durch die Wahl vom 26. Mai 2019 bestimmt. Gleichzeitig fanden die Wahlen zur Stadtverordnetenversammlung in Bremerhaven und zu den Stadtteilbeiräten in Bremen statt.

## Grundlagen
Gemäß § 5 Bremisches Wahlgesetz bestand die Bürgerschaft (Landtag) aus 84 Mitgliedern, davon 69 aus dem Wahlbereich Bremen und 15 aus dem Wahlbereich Bremerhaven. Die Abgeordneten aus dem Wahlbereich Bremen waren in der Regel zugleich Mitglieder der Stadtbürgerschaft. Aufgrund der Wahlberechtigung auch für Bürger der Europäischen Union bei Kommunalwahlen konnten Stadtbürgerschaft und der stadtbremische Anteil des Landtags unterschiedlich besetzt sein.

## Abgeordnete
| Bild | Name                          | Wahlkreis                 | Partei | Kommentar |
| ---- | ----------------------------- | ------------------------- | ------ | --- |
|      | Sandra Ahrens                 | Bremen, Personenwahl      | CDU    | Schriftführerin der Bürgerschaft |
|      | Yvonne Averwerser             | Bremen, Listenwahl        | CDU    | |
|      | Peter Beck                    | Bremen, Listenwahl        | BIW    | seit 1. September 2019 fraktionslos; am 26. Januar 2021 aus der AfD ausgetreten, vom 29. Januar bis zum 10. Oktober 2021 Mitglied der LKR, seit dem 11. Oktober 2021 Mitglied der BIW |
|      | Rainer Bensch                 | Bremen, Personenwahl      | CDU    | |
|      | Birgit Bergmann               | Bremen, Personenwahl      | FDP    | |
|      | Hartmut Bodeit                | Bremen, Listenwahl        | CDU    | |
|      | Elombo Bolayela               | Bremen, Personenwahl      | SPD    | |
|      | Gönül Bredehorst              | Bremen, Listenwahl        | SPD    | Am 24. Juni 2019 nachgerückt. |
|      | Thomas vom Bruch              | Bremen, Listenwahl        | CDU    | |
|      | Philipp Bruck                 | Bremen, Listenwahl        | GRÜNE  | |
|      | Janina Brünjes                | Bremerhaven, Listenwahl   | SPD    | nur Landtag |
|      | Robert Bücking                | Bremen, Personenwahl      | GRÜNE  | |
|      | Magnus Buhlert                | Bremen, Listenwahl        | FDP    | Schriftführer der Bürgerschaft |
|      | Sina Dertwinkel               | Bremerhaven, Listenwahl   | CDU    | nur Landtag |
|      | Sülmez Dogan                  | Bremerhaven, Personenwahl | GRÜNE  | Vizepräsidentin der Bürgerschaft, nur Landtag |
|      | Jens Eckhoff                  | Bremen, Personenwahl      | CDU    | |
|      | Solveig Eschen                | Bremen, Listenwahl        | GRÜNE  | |
|      | Björn Fecker                  | Bremen, Listenwahl        | GRÜNE  | Fraktionsvorsitzender der Grünen |
|      | Uwe Felgenträger              | Bremen, Listenwahl        | AfD    | seit 1. September 2019 „Gruppe Magnitz, Runge, Felgenträger“, seit 14. Juli 2021 ohne Gruppe                                                                                          |
|      | Dorothea Fensak               | Bremerhaven, Listenwahl   | GRÜNE  | nur Landtag |
|      | Günther Flißikowski           | Bremerhaven, Listenwahl   | CDU    | nur Landtag |
|      | Sahhanim Görgü-Philipp        | Bremen, Listenwahl        | GRÜNE  | |
|      | Arno Gottschalk               | Bremen, Listenwahl        | SPD    | |
|      | Susanne Grobien               | Bremen, Listenwahl        | CDU    | |
|      | Sigrid Grönert                | Bremen, Listenwahl        | CDU    | |
|      | Antje Grotheer                | Bremen, Listenwahl        | SPD    | Vizepräsidentin der Bürgerschaft |
|      | Mustafa Güngör                | Bremen, Personenwahl      | SPD    | SPD-Fraktionsvorsitzender |
|      | Martin Günthner               | Bremerhaven, Personenwahl | SPD    | nur Landtag |
|      | Jasmina Abo-El-Hemam Heritani | Bremen, Personenwahl      | SPD    | |
|      | Hauke Hilz                    | Bremerhaven, Listenwahl   | FDP    | nur Landtag |
|      | Bettina Hornhues              | Bremen, Listenwahl        | CDU    | |
|      | Heinrich Löhmann              | Bremen, Listenwahl        | AfD    | seit 28. Juli 2021 Nachrücker für Mark Runge |
|      | Christopher Hupe              | Bremen, Listenwahl        | GRÜNE  | |
|      | Frank Imhoff                  | Bremen, Personenwahl      | CDU    | Präsident der Bürgerschaft |
|      | Nelson Janßen                 | Bremerhaven, Listenwahl   | LINKE  | Fraktionsvorsitzender der Linken, nur Landtag |
|      | Thomas Jürgewitz              | Bremerhaven, Listenwahl   | AfD    | nur Landtag; seit 1. September 2019 fraktionslos |
|      | Michael Keller                | Bremen, Listenwahl        | CDU    | |
|      | Mazlum Koc                    | Bremen, Listenwahl        | LINKE  | |
|      | Petra Krümpfer                | Bremen, Listenwahl        | SPD    | |
|      | Kevin Lenkeit                 | Bremen, Listenwahl        | SPD    | |
|      | Sofia Leonidakis              | Bremen, Personenwahl      | LINKE  | Fraktionsvorsitzende der Linken |
|      | Marco Lübke                   | Bremen, Personenwahl      | CDU    | |
|      | Frank Magnitz                 | Bremen, Personenwahl      | AfD    | seit 1. September 2019 „Gruppe Magnitz, Runge, Felgenträger“, seit 14. Juli 2021 ohne Gruppe                                                                                          |
|      | Carsten Meyer-Heder           | Bremen, Personenwahl      | CDU    | |
|      | Martin Michalik               | Bremen, Listenwahl        | CDU    | |
|      | Melanie Morawietz             | Bremen, Listenwahl        | CDU    | seit 15. Oktober 2021 Nachrückerin für Thomas Röwekamp |
|      | Henrike Müller                | Bremen, Listenwahl        | GRÜNE  | |
|      | Maurice Müller                | Bremerhaven, Listenwahl   | GRÜNE  | nur Landtag |
|      | Silvia Neumeyer               | Bremen, Listenwahl        | CDU    | |
|      | Ilona Osterkamp-Weber         | Bremen, Listenwahl        | GRÜNE  | |
|      | Mustafa Öztürk                | Bremerhaven,              | GRÜNE  | Schriftführer der Bürgerschaft, nur Landtag |
|      | Birgitt Pfeiffer              | Bremen, Listenwahl        | SPD    | |
|      | Thomas Pörschke               | Bremen, Listenwahl        | GRÜNE  | |
|      | Eva Quante-Brandt             | Bremen, Personenwahl      | SPD    | |
|      | Thorsten Raschen              | Bremerhaven, Personenwahl | CDU    | nur Landtag |
|      | Ute Reimers-Bruns             | Bremen, Listenwahl        | SPD    | Schriftführerin der Bürgerschaft |
|      | Claas Rohmeyer                | Bremen, Listenwahl        | CDU    | |
|      | Klaus-Rainer Rupp             | Bremen, Listenwahl        | LINKE  | |
|      | Jan Saffe                     | Bremen, Listenwahl        | GRÜNE  | |
|      | Ralph Saxe                    | Bremen, Listenwahl        | GRÜNE  | |
|      | Thore Schäck                  | Bremen, Listenwahl        | FDP    | |
|      | Detlef Scharf                 | Bremen, Listenwahl        | CDU    | seit 19. Juli 2022 Nachrücker für Christoph Weiss |
|      | Anja Schiemann                | Bremen, Personenwahl      | SPD    | |
|      | Christine Schnittker          | Bremerhaven, Personenwahl | CDU    | Schriftführerin der Bürgerschaft, nur Landtag |
|      | Ralf Schumann                 | Bremen, Listenwahl        | LINKE  | |
|      | Emin Sükrü Senkal             | Bremen, Listenwahl        | SPD    | Am 7. Juli 2021 nachgerückt. |
|      | Mehmet Ali Seyrek             | Bremen, Personenwahl      | SPD    | |
|      | Carsten Sieling               | Bremen, Personenwahl      | SPD    | |
|      | Volker Stahmann               | Bremen, Listenwahl        | SPD    | |
|      | Heiko Strohmann               | Bremen, Listenwahl        | CDU    | CDU-Fraktionsvorsitzender (ab 13. Juli 2021) |
|      | Miriam Strunge                | Bremen, Listenwahl        | LINKE  | |
|      | Ingo Tebje                    | Bremen, Listenwahl        | LINKE  | |
|      | Maja Tegeler                  | Bremen, Listenwahl        | LINKE  | |
|      | Jan Timke                     | Bremerhaven, Personenwahl | BIW    | nur Landtag |
|      | Muhammet Tokmak               | Bremen, Personenwahl      | SPD    | Am 24. Juni 2019 nachgerückt. |
|      | Valentina Tuchel              | Bremen, Listenwahl        | SPD    | Am 24. Juni 2019 nachgerückt. |
|      | Cindi Tuncel                  | Bremen, Personenwahl      | LINKE  | Schriftführer der Bürgerschaft |
|      | Falk-Constantin Wagner        | Bremen, Listenwahl        | SPD    | |
|      | Kai-Lena Wargalla             | Bremen, Personenwahl      | GRÜNE  | |
|      | Holger Welt                   | Bremerhaven, Personenwahl | SPD    | nur Landtag |
|      | Lencke Wischhusen             | Bremen, Personenwahl      | FDP    | FDP-Fraktionsvorsitzende |
|      | Oğuzhan Yazıcı                | Bremen, Personenwahl      | CDU    | |
|      | Jörg Zager                    | Bremerhaven, Listenwahl   | SPD    | Schriftführer der Bürgerschaft, nur Landtag |
|      | Olaf Zimmer                   | Bremen, Listenwahl        | LINKE  | |

## Ausgeschiedene Abgeordnete
| Bild                 | Name                  | Wahlkreis            | Partei                                                         | Kommentar |
| -------------------- | --------------------- | -------------------- | -------------------------------------------------------------- | --- |
|                      | Sascha Karolin Aulepp | Bremen, Listenwahl   | SPD                                                            | Ausgeschieden am 7. Juli 2021, da Senatorin. Nachrücker war Sükrü Senkal.                                                                         |
|                      | Claudia Bernhard      | Bremen, Listenwahl   | LINKE                                                          | Ausgeschieden am 15. August 2019, da Senatorin.                                                                                                   |
|                      | Claudia Bogedan       | Bremen, Personenwahl | SPD                                                            | Ausgeschieden am 15. August 2019, da Senatorin.                                                                                                   |
| Andreas Bovenschulte | Andreas Bovenschulte  | Bremen, Personenwahl | SPD                                                            | Ausgeschieden am 15. August 2019, da Bürgermeister.                                                                                               |
|                      | Thomas Röwekamp       | Bremen, Personenwahl | CDU                                                            | Ausgeschieden am 15. Oktober 2021, da Einzug in den Bundestag. Nachrückerin war Melanie Morawietz. CDU-Fraktionsvorsitzender (bis 13. Juli 2021). |
|                      | Mark Runge            | Bremen, Listenwahl   | AfD ab 1. September 2019 „Gruppe Magnitz, Runge, Felgenträger“ | Verstorben am 14. Juli 2021. Nachrücker war Heinrich Löhmann                                                                                      |
|                      | Maike Schaefer        | Bremen, Personenwahl | GRÜNE                                                          | Ausgeschieden am 15. August 2019, da Senatorin.                                                                                                   |
|                      | Björn Tschöpe         | Bremen, Listenwahl   | SPD                                                            | Ausgeschieden am 16. August 2019, da Staatsrat.                                                                                                   |
|                      | Kristina Vogt         | Bremen, Personenwahl | LINKE                                                          | Ausgeschieden am 15. August 2019, da Senatorin.                                                                                                   |
|                      | Christoph Weiss       | Bremen, Personenwahl | CDU                                                            | Ausgeschieden am 11. Juli 2022. Nachrücker war Detlef Scharf                                                                                      |